# De Aetna
Il De Aetna (titolo completo: De Aetna ad Angelum Chabrielem liber) è un saggio in latino, scritto da Pietro Bembo al ritorno dal suo soggiorno a Messina presso Costantino Lascaris e pubblicato nel febbraio 1496 (1495 more veneto) da Aldo Manuzio.
Scritto in forma di dialogo tra lo scrittore e il padre Bernardo, il testo narra dell'ascensione sulla cima del vulcano durante un’eruzione. La descrizione e lo studio dell'Etna e della sua attività è fondato insieme sull'esperienza diretta e informazione in loco e sulla discussione delle testimonianze classiche.
È dedicato ad Angelo Gabriel, patrizio veneziano, compagno di studi del Bembo a Messina e a Padova.
Sul piano del racconto, il De Aetna costituisce un illuminante esempio di gusto dell’epoca, e si discosta sensibilmente dalle precedenti raffigurazioni letterarie del vulcano: per la prima volta è offerta una descrizione della sua attività eruttiva in termini esclusivamente naturalistici.

## Trama
Il dialogo si apre con la dedica all'amico Angelo Gabriele. Le pagine della dedica dimostrano la consuetudine tra i due di scambiarsi le proprie composizioni. Sempre nella dedica vi è il ricordo del suo maestro Costantino Lascaris, anche se non nominato direttamente. Nell'offrire l'opera all'amico, il Bembo sottolinea anche le motivazioni che ne hanno portato alla composizione: da quando è tornato da Messina tutti gli chiedono notizie sull'Etna e così ha deciso una volta per tutte di mettere per iscritto il dialogo avuto con suo padre al ritorno per rinviare alla lettura coloro che d'ora innanzi gli chiedessero qualche particolare sull'Etna.
Il dialogo si svolge a Villa Bozza, il Noniano, la villa dei Bembo nel Padovano, a Santa Maria di Non. Pietro va incontro al padre seduto all'ombra dei pioppi sulla riva del fiume Piovego e le prime battute sono sulle preoccupazioni riguardanti la vita politica che assalgono Bernardo anche quando è in vacanza. Dopo un breve scambio di battute sulla situazione politica internazionale, il dialogo entra in argomento. Pietro su richiesta del padre racconta della partenza da Messina, della visita a Taormina, che diventa il pretesto per alcune digressioni di cultura classica come quelle sul poeta latino Ovidio ed infine dell'ascensione sull'Etna. Anche questa diventa pretesto per la citazione di autori classici greci come Omero, Pindaro, Pitagora, Empedocle, Teocrito, Strabone e latini come Plinio il Vecchio, Virgilio e Orazio. Puntuale è la descrizione del paesaggio e della conformazione fisica del territorio. Mentre i due passeggiano, Pietro descrive il vulcano dandone innanzi tutto la posizione geografica secondo i punti cardinali est-ovest nord-sud. Poi pone l'accento sull'isolamento del complesso geografico di cui fa la descrizione suddividendolo in tre fasce, inaugurando così una classificazione valida ancora oggi. Sorpreso poi da un'improvvisa attività vulcanica, confessa di affidarsi alla testimonianza dell'amico Urbano Bolzanio per la descrizione della cima del monte. Il dialogo si chiude con il rientro a casa dei due dopo una breve digressione su loci amoeni decisamente in contrasto con la descrizione del locus horridus che ha dominato tutta l'opera.

## Storia editoriale
Per la sua stampa fu creato dal bolognese Francesco Griffo e utilizzato per la prima volta un carattere tondo, che chiamò Bembo.

## Edizioni
- De Aetna ad Angelum Chabrielem liber, Venetiis, in aedibus Aldi Romani, 1496 (1495 m.v.) (online).
- De Aetna ad Angelum Chabrielem liber, Venetiis, per Io. Ant. eiusque fratres de Sabio, 1530.
- De Aetna liber. Dell'Etna, Traduzione di Vittorio Enzo Alfieri, Verona, Editiones officinae Bodoni, 1969.
- De Aetna, iconografia, il testo di Pietro Bembo tradotto e presentato da Vittorio Enzo Alfieri, note di Marcello Carapezza e Leonardo Sciascia, Palermo, Sellerio, 1981.
- De Aetna liber, Alpignano, Tallone, 2003.
- De Aetna, a cura di Ferdinando Raffaele, traduzione di Salvatore Cammisuli, Ragusa, Edizioni di storia e studi sociali, 2016, ISBN 978-88-99168-13-1.
- De Aetna, testo, introduzione e nota a cura di Ferdinando Raffaele, commento e traduzione di Salvatore Cammisuli, Palermo, Centro di studi filologici e linguistici siciliani, 2018, ISBN 978-88-96312-89-6.